# FC Red Bull Salzburg
Fußballclub Red Bull Salzburg este un club de fotbal din Wals-Siezenheim, Austria care evoluează în Bundesliga. Salzburg a dominat campionatul Austriei în ultimele decenii, având 14 titluri din 17 sezoane între anii 2006 și 2023 și 10 titluri consecutive între 2013 și 2023.

## Istoric
Red Bull Salzburg a luat ființă la 13 septembrie 1933 sub numele de SV Austria Salzburg. În 1950 clubul s-a desființat și după un an a fost refondat. Din 1978, clubul s-a numit SV Casino Salzburg, pentru ca în anul 1997 să fie redenumit în SV Wüstenrot Salzburg. În toată această perioadă a rămas întipărită în conștiința fanilor, vechea denumire de Austria Salzburg.
La 6 aprilie 2005 compania Red Bull a cumpărat SV Casino Salzburg și l-a redenumit FC Red Bull Salzburg. Din cauza prezenței unui sponsor în numele echipei, atunci când evoluează în competiții organizate de UEFA, echipa se numește FC Salzburg și folosește o siglă modificată.

## Palmares
Bundesliga Austriacă (17): 1994*, 1995*, 1997*, 2007, 2009, 2010, 2012, 2014, 2015, 2016, 2017, 2018, 2019, 2020, 2021 , 2022, 2023
Cupa Austriei (9): 2012, 2014, 2015, 2016, 2017, 2019, 2020, 2021, 2022
Finalistă: 1974*, 1980*, 1981*, 2000*, 2018
Supercupa Austriei (3): 1994*, 1995*, 1997*
Cupa UEFA:
Finalistă: 1994*
* cu numele de Casino Salzburg

## Antrenori
- K. Bauer (1933–1939)
- Wache (1945)
- Anton Janda (1946–1947)
- Ernst Schönfeld (1952)
- Max Breitenfelder (1953)
- Karl Sesta (1954–55)
- Josef Graf (1955)
- Gyula Szomoray (1956–57)
- Günter Praschak (1957)
- Franz Feldinger (1958)
- Karl Humenberger (1959)
- Erich Probst (1959–60)
- Karl Vetter (1960–61)
- Ignac Molnár (1962–63)
- Günter Praschak (1965–69)
- Karl Schlechta (1969–71)
- Erich Hof (1 iulie 1971 – 31 decembrie 1971)
- Michael Pfeiffer (1972)
- Josip Šikić (1972–73)
- Günter Praschak (1973–75)
- Alfred Günthner (1975)
- Hans Reich (1976)
- Günter Praschak (1977)
- Alfred Günthner (1977–80)
- Rudolf Strittich (1980)
- August Starek (5 octombrie 1980 – 30 iunie 1981)
- Joszef Obert (1 iulie 1981 – 11 mai 1984)
- Hannes Winklbauer (13 mai 1984 – 2 noiembrie 1985)
- Adolf Blutsch (6 noiembrie 1985 – 30 iunie 1986)
- Hannes Winklbauer (1 iulie 1986 – 16 aprilie 1988)
- Kurt Wiebach (18 aprilie 1988 – 30 iunie 1991)
- Otto Barić (11 iulie 1991 – 29 august 1995)
- Hermann Stessl (29 august 1995 – 2 martie 1996)
- Heribert Weber (7 martie 1996 – 31 martie 1998)
- Hans Krankl (2 aprilie 1998 – 9 ianuarie 2000)
- Miroslav Polak (10 ianuarie 2000 – 30 iunie 2000)
- Hans Backe (1 iulie 2000 – 10 septembrie 2001)
- Lars Søndergaard (11 septembrie 2001 – 29 octombrie 2003)
- Peter Assion (int.) (1 noiembrie 2003 – 31 decembrie 2003)
- Walter Hörmann (int.) (1 ianuarie 2004 – 15 martie 2004)
- Peter Assion (16 martie 2004 – 31 martie 2005)
- Nikola Jurčević (7 martie 2005 – 18 aprilie 2005)
- Manfred Linzmaier (int.) (18 aprilie 2005 – 30 iunie 2005)
- Kurt Jara (1 iulie 2005 – 31 mai 2006)
- Giovanni Trapattoni (1 iunie 2006 – 30 aprilie 2008)
- Co Adriaanse (1 iulie 2008 – 15 iunie 2009)
- Huub Stevens (15 iunie 2009 – 8 aprilie 2011)
- Ricardo Moniz (8 aprilie 2011 – 12 iunie 2012)
- Roger Schmidt (1 iulie 2012 – 31 mai 2014)
- Adi Hütter (1 iunie 2014 – 15 iunie 2015)
- Peter Zeidler (22 iunie 2015 – 3 decembrie 2015)
- Thomas Letsch (int.) (3 decembrie 2015 – 28 decembrie 2015)
- Óscar García (28 decembrie 2015 – 15 iunie 2017)
- Marco Rose (23 iunie 2017 – 20 iunie 2019)
- Jesse Marsch (20 iunie 2019 – 30 iunie 2021)
- Matthias Jaissle (1 iulie 2021 – 28 iulie 2023)
- Gerhard Struber (31 iulie 2023 – 15 aprilie 2024)
- Onur Çinel (int.) (15 aprilie 2024 – prezent)

## Galerie

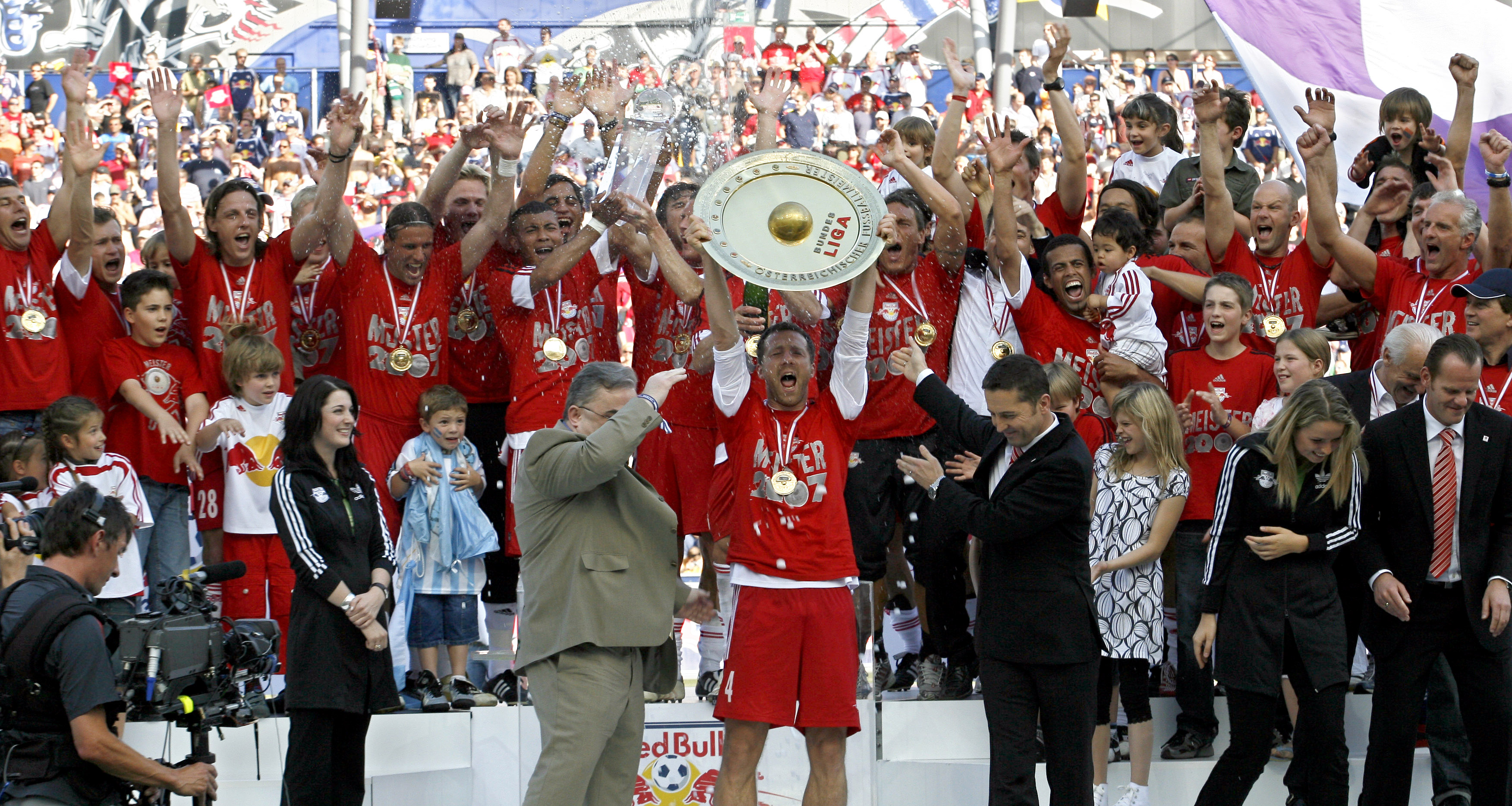
Campioni 2006–07
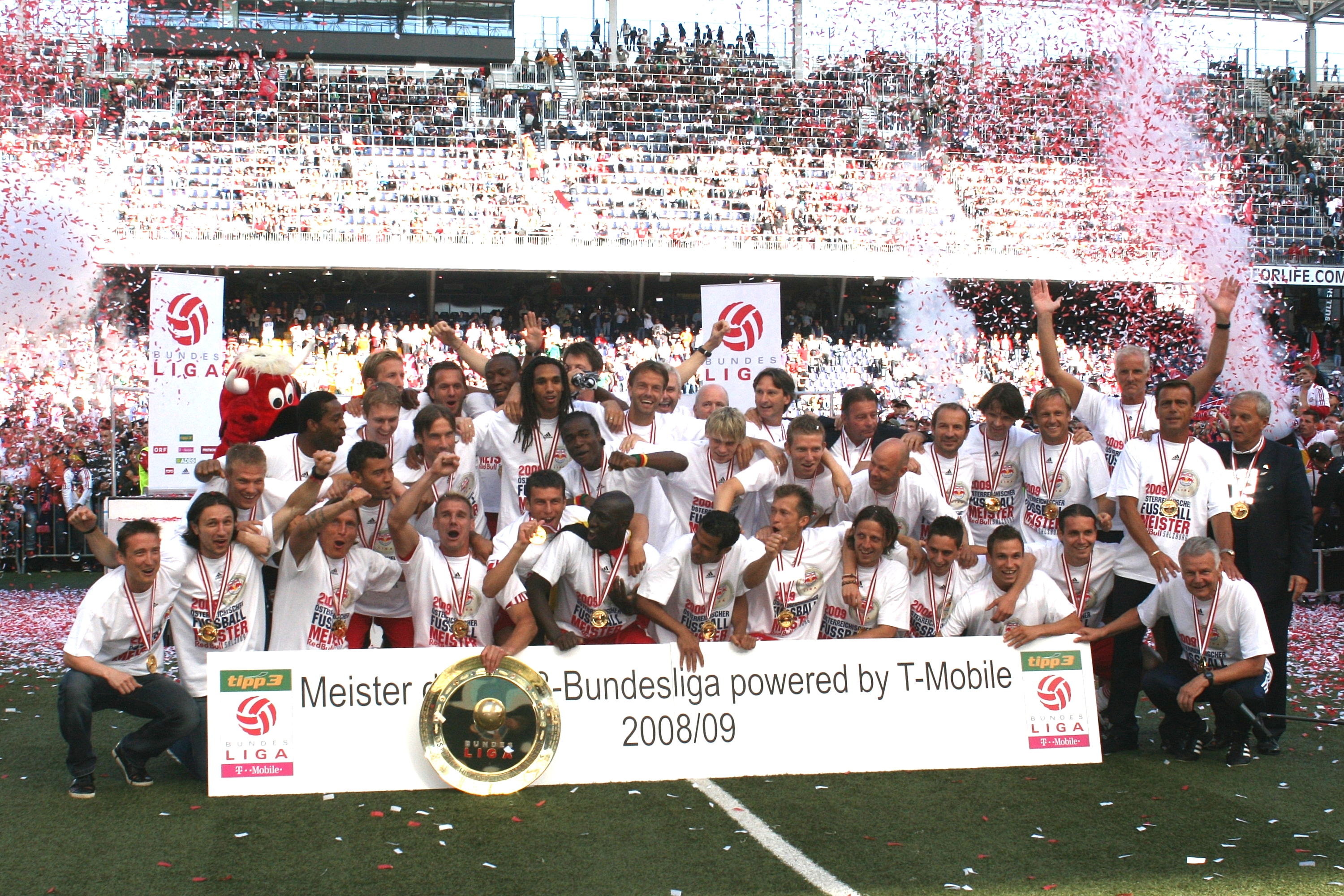
Campioni 2008–09
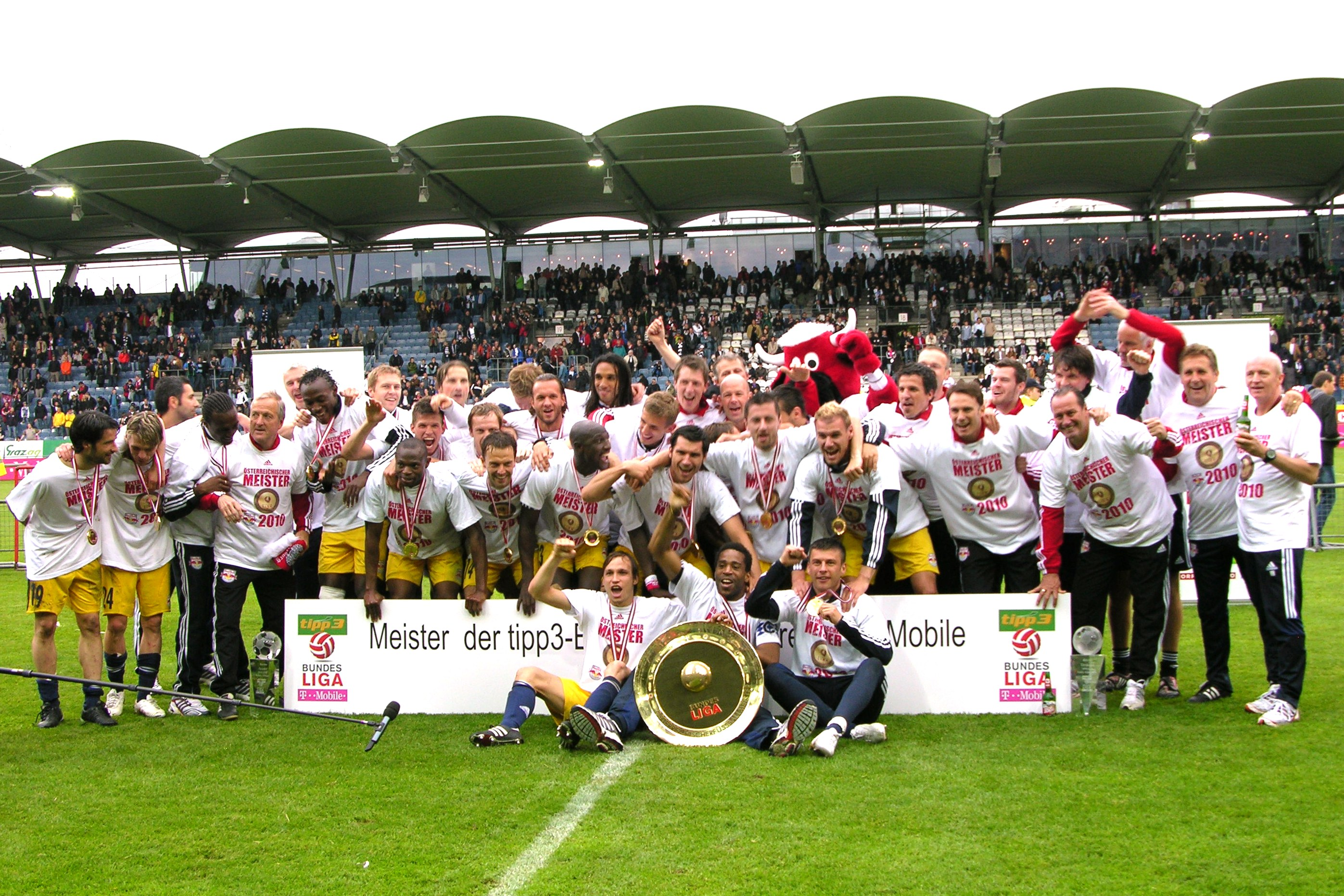
Campioni 2009–10
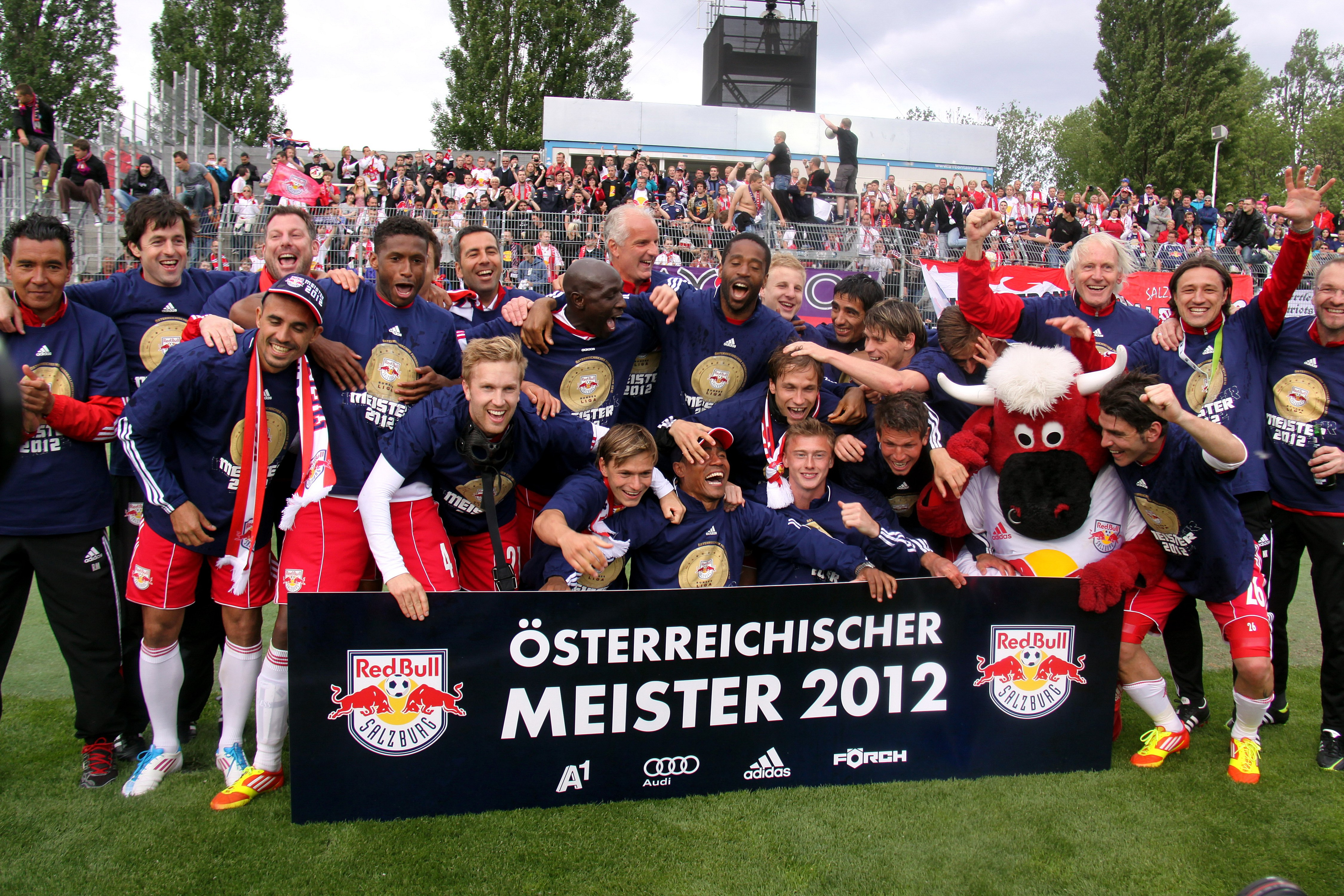
Campioni 2011–12